# Gyaing
La Gyaing est une rivière située dans l'État Karen et l'État Môn, dans le sud-est de la Birmanie. Ses deux principaux affluents, les rivières Hlaingbwe et Haungtharaw confluent pour la former. Elle coule sur environ 72 km et se jette dans le fleuve Salouen près de la ville de Moulmein.
La Gyaing est une rivière profonde, bien que contenant de nombreux bancs de sable Des petits bateaux peuvent y naviguer tout au long de l'année. 